# 요시미즈역
요시미즈역(일본어: 吉水駅, よしみずえき)은 일본 도치기현 사노시에 있는 도부 철도 사노 선의 역이다. 역 번호는 TI 36이다.

## 역사
- 1889년 6월 23일: 아소 마차 철도 요시미즈 역(초대)로 영업 개시.
- 1915년
  - 2월 1일: 요시미즈 역을 1.3마일(약 2.1km) 사노 방향으로 이전하는 호리고메 역으로 변경.
  - 7월 1일: 요시미즈 역(2대) 개업.
- 1973년 9월 1일: 역 무인화(간이 위탁 개시).
- 1989년: 옛 2번 선을 철거하고 승강장을 동쪽으로 확장하여 대피선을 2번 선에 전용.

## 역 구조
섬식 승강장 1면 2선의 지상역에서 사노 방향에 동서로 출입구가 있고 승강장은 과선교로 연결된다. 과거에는, 동쪽으로 대피선이 존재했지만 승강장의 확장으로 옛 2번 선이 철거되면서 대피선이 현재의 2번 선에 전용되었다.
PASMO 간이 개찰기가 설치되어 있다. 승차권은 2개의 자전거 보관소에서 판매하고 있다.

### 승강장
| 번호 | 노선    | 방향 | 행선            |
| ---- | ------- | ---- | --------------- |
| 1    | 사노 선 | 하행 | 구즈 방면       |
| 2    | 사노 선 | 상행 | 다테바야시 방면 |

## 역 주변
- 다누마요시미즈 역전 우체국
- 사노 일본 대학 학원
  - 사노 니혼 대학 고등학교
  - 사노 니혼 대학 중등 교육학교

## 인접역
| 도부 철도 사노 선              | 도부 철도 사노 선 | 도부 철도 사노 선      |
| ------------------------------ | ----------------- | ---------------------- |
| TI 35 호리고메 다테바야시 방면 |                   | 다누마 TI 37 구즈 방면 |